# Little Games
Little Games es el cuarto y último álbum de estudio de The Yardbirds en su primera etapa en los años 60.
Fue editado por Epic en los Estados Unidos en 1967.

## Detalles
Este trabajo no se publicó en Europa en su día, salvo en Alemania; en el resto del Viejo Continente -incluido el Reino Unido- no vio la luz hasta 1985.
Es asimismo el único disco de estudio con Jimmy Page en guitarra, y marcaría la disolución de la banda poco después.
No obstante Page decidió continuar con el grupo, aunque bajo el nombre de "The New Yardbirds", para lo cual se rodeó de nuevos integrantes; del embrión de ese proyecto nacería Led Zeppelin en 1968.
Como curiosidad, Page estrena aquí el tema "White Summer", un instrumental de su autoría con sabor oriental que incorporaría al repertorio en directo de Led Zeppelin, interpolada con "Black Mountain Side".

## Lista de canciones
Lado A
1. Little Games (Spiro, Wainman) – 2:25
2. Smile on Me (Dreja, McCarty, Page, Relf) – 3:16
3. White Summer (Page) – 3:56
4. Tinker, Tailor, Soldier, Sailor (Page, McCarty) – 2:49
5. Glimpses (Dreja, McCarty, Page, Relf) – 4:24

Lado B
1. Drinking Muddy Water (Dreja, McCarty, Page, Relf) – 2:53
2. No Excess Baggage (Atkins, D'Errico) – 2:32
3. Stealing Stealing (trad. arr. Dreja, McCarty, Page, Relf) – 2:42
4. Only the Black Rose (Relf) – 2:52
5. Little Soldier Boy (McCarty, Page, Relf) – 2:39

## Personal
- Keith Relf - voz, armónica, percusión
- Jimmy Page - guitarra
- Chris Dreja - bajo
- Jim McCarty - batería, coros

Con
- John Paul Jones - bajo, violonchelo
- Nicky Hopkins - teclados
- Clem Cattini - batería